# Germán Orduna
Germán Orduna (San Martín, 8 de agosto de 1926 en San Martín-Buenos Aires, 15 de diciembre de 1999) fue hispanista y medievalista argentino.

## Biografía
Germán Orduna estudió en la Universidad de Buenos Aires y en la de Salamanca. Se graduó en 1954. Enseñó desde 1957 en la Universidad de Buenos Aires. Decisivo para su carrera científica fue desde 1961 hasta 1963 una visita de estudio de dos años a Hugo Friedrich en la Universidad de Freiburg.
En 1977, Germán Orduna se doctoró en la Universidad de Buenos Aires con la edición de Pedro López de Ayala, Rimado de palacio (Pisa 1981, Madrid 1987). Fue profesor de Literatura Española de la Edad Media en la Universidad de Buenos Aires desde 1987 hasta su muerte en 1999.
En 1978 fundó el SECRIT, que ahora lleva su nombre, y en 1981 la revista Incipit.
Fue becario de la Fundación Alexander von Humboldt, investigador superior del Conicet, director del Instituto de Filología Dr. Amado Alonso (UBA), miembro correspondiente de la Real Academia Española (desde 1992) y miembro de honor de la Asociación Hispánica de Literatura Medieval.

## Publicaciones
- Gonzalo de Berceo, Vida de Sto. Domingo de Silos, Salamanca 1968
- Selección de romances viejos de España y América, Buenos Aires 1976
- [Pedro López de Ayala], Rimado de Palacio, Pisa 1987
- El "Libro de Buen Amor" y el Libro del Arcipreste, 1988
- Catálogo descriptivo de los impresos en español, del siglo XVI, en la biblioteca Jorge M Furt, Buenos Aires 1991 (junto a Lilia Ferrario de Orduna)
- Don Juan Manuel, El conde Lucanor, edición de Guillermo Serés, Barcelona 1994, 2006
- El arte narrativo y poético del canciller Ayala, Madrid 1998
- Ecdótica. Problemática de la edición de textos, Kassel 2000
- Estudios sobre la variación textual. Prosa castellana de los siglos XIII a XVI, Buenos Aires 2001
- Fundamentos de crítica textual, edición de Leonardo Funes y José Manuel Lucía Megías, Madrid 2005
- [Pedro López de Ayala], Crónica del rey don Pedro y del rey don Enrique, su hermano, hijos del rey don Alfonso Onceno, 2 Bde., Buenos Aires 1994–1997.